# Данвілл (Індіана)
Данвілл (англ. Danville) — місто (англ. town) в США, в окрузі Гендрікс штату Індіана. Населення — 10 559 осіб (2020).

## Географія
Данвілл розташований за координатами 39°45′51″ пн. ш. 86°30′41″ зх. д. / 39.76417° пн. ш. 86.51139° зх. д. (39.764263, -86.511384).  За даними Бюро перепису населення США в 2010 році місто мало площу 18,07 км², з яких 17,95 км² — суходіл та 0,12 км² — водойми.

## Демографія
Згідно з переписом 2010 року, у місті мешкала 9001 особа в 3344 домогосподарствах у складі 2398 родин. Густота населення становила 498 осіб/км².  Було 3589 помешкань (199/км²).
Расовий склад населення:
| - 96,8 % — білих - 0,8 % — чорних або афроамериканців - 0,4 % — азіатів - 0,2 % — корінних американців |

До двох чи більше рас належало 1,4 %. Частка іспаномовних становила 1,8 % від усіх жителів.
За віковим діапазоном населення розподілялося таким чином: 29,3 % — особи молодші 18 років, 59,1 % — особи у віці 18—64 років, 11,6 % — особи у віці 65 років та старші. Медіана віку мешканця становила 34,3 року. На 100 осіб жіночої статі у місті припадало 94,1 чоловіків;  на 100 жінок у віці від 18 років та старших — 88,5 чоловіків також старших 18 років.
Середній дохід на одне домашнє господарство  становив 66 916 доларів США (медіана — 53 947), а середній дохід на одну сім'ю — 78 561 долар (медіана — 67 803). Медіана доходів становила 50 892 долари для чоловіків та 44 097 доларів для жінок. За межею бідності перебувало 7,9 % осіб, у тому числі 11,3 % дітей у віці до 18 років та 4,3 % осіб у віці 65 років та старших.
Цивільне працевлаштоване населення становило 4656 осіб. Основні галузі зайнятості: освіта, охорона здоров'я та соціальна допомога — 24,7 %, мистецтво, розваги та відпочинок — 11,2 %, роздрібна торгівля — 10,4 %.